# Adversus Judaeos (Jan Chryzostom)
Adversus Judaeos św. Jana Chryzostoma (gr κατα Ιουδαιων, Przeciwko Żydom) – zbiór homilii z IV w. wygłoszonych przez Jana Chryzostoma do współczesnych mu wiernych kościoła w Antiochii, którzy kontynuowali zachowywanie postów i świąt żydowskich, zyskując miano judaizantów. Aby odwieść ich od tych praktyk, kaznodzieja opisywał judaizm i synagogi w swym mieście w możliwie najbardziej złym świetle. Współcześni uczeni widzą w kaznodziejstwie Chryzostoma pożywkę dla późniejszego chrześcijańskiego antysemityzmu. Niektórzy, jak np. Stephen Katz, idą jeszcze dalej mówiąc, że było ono inspiracją dla pogańskiego nazistowskiego antysemityzmu i jego złego owocu w postaci programu unicestwienia rasy żydowskiej. W czasie Drugiej Wojny Światowej, partia nazistowska w Niemczech wykorzystywała homilie Chryzostoma, często je cytując i przedrukowując, w celu legitimyzacji Holokaustu w oczach niemieckich i austriackich chrześcijan.

## Wydania
Przekład polski został opublikowany w 2007 roku:
- Mowy przeciwko judaizantom i Żydom. Przeciwko Żydom i Hellenom. Przekład i opracowanie Jan Iluk, Wydawnictwo WAM Źródła Myśli Teologicznej 41, Kraków 2007, s. 330, ISBN 978-83-7318-910-2.